# Powerade
Powerade — це спортивний напій, вироблений компанією The Coca-Cola Company з метою конкурувати з продуктом Pepsi's Gatorade. Формули, що використовуються з липня 2001 включають вітаміни B3, B6 і B12, які відіграють роль в енергетичному обміні. Powerade липень 2005 збільшився, а логотип був оновлений. 2008 почала виробництво нуль-калорійної Powerade Zero. Пізніше було зупинено виробництво Powerade Zero. У рік 2009, Powerade почав випускати Powerade ION4, який зник з потом і містив 4 основних електроліту.

## Історія
Powerade був створений компанією The Coca-Cola Company і вперше випущений у 1987 році. Компанія розробила безалкогольний напій як альтернативу спортивним напоям, які ставали дедалі популярнішими. Спочатку Powerade продавався спортсменам, які потребували напою, що підтримував би їхню гідратацію під час виснажливих тренувань .
У 2000 році Powerade став офіційним спортивним напоєм Олімпійських ігор, поряд з Aquarius, іншим спортивним напоєм від Coca-Cola. Він є конкурентом іншого спортивного напою, Gatorade. У липні 2001 року компанія Coca-Cola випустила нову формулу Powerade, що включає вітаміни B3, B6 і B12, які відіграють важливу роль в енергетичному обміні.
У 2007 році Powerade придбав Fuze Beverage, провідну компанію з виробництва енергетичних напоїв.
У липні 2002 року компанія Coca-Cola розпочала свою діяльність у Туголаві, оновивши пляшки стандартного Powerade (зі старим логотипом) до нової пляшки зі спортивною ручкою.
У 2002 році компанія Coca-Cola представила Powerade Option у Сполучених Штатах, у відповідь на популярний Propel від Gatorade. Option - це «низькокалорійний спортивний напій», безбарвний, підсолоджений кукурудзяним сиропом з високим вмістом фруктози, сукралозою та ацесульфамом калію, щоб надати споживачам, які стежать за вмістом цукру, ще один вибір для регідратації. Powerade Option зайняв 36% ринку води для фітнесу в категорії «Фітнес вода», поступившись Propel 42%.
У 2007 році було випущено Powerade Zero - спортивний напій з електролітами, який не містить цукру, калорій та вуглеводів.
У червні 2009 року Coca-Cola Company купила Glacéau, власника таких брендів, як VitaminWater і SmartWater, за 4,1 мільярда доларів, що свідчило про серйозність намірів компанії розвивати ринок негазованих напоїв. Відтоді компанія також передала своїй команді менеджерів Glacéau контроль над брендом спортивних напоїв Powerade.